# Stanisław Wyderka
Stanisław Józef Wyderka (ur. 13 stycznia 1898 w Krakowie, zm. 14 lipca 1966 tamże) – podpułkownik piechoty Wojska Polskiego.

## Życiorys
Urodził się 13 stycznia 1898 w Krakowie, w rodzinie Marcina, woźnego tamtejszego magistratu, i Julii z domu Ślisz. Był młodszym bratem Kazimierza (1896–1970), pułkownika Wojska Polskiego. 
Do 1914 był uczniem szkolnym. Po wybuchu I wojny światowej 8 sierpnia 1914 wstąpił do Legionów Polskich jako niepełnoletni. Służył jako sekcyjny w szeregach 1 pułku piechoty w składzie I Brygady. Został superarbitrowany i uznany za zdolnego do służby pomocniczej.
Po odzyskaniu przez Polskę niepodległości został przyjęty do Wojska Polskiego. Uczestniczył w wojnie polsko-bolszewickiej. Został awansowany do stopnia porucznika piechoty ze starszeństwem z dniem 1 czerwca 1919, następnie do stopnia kapitana piechoty ze starszeństwem z dniem 1 lipca 1923. W latach 20. był oficerem 36 pułku piechoty w Warszawie. 17 grudnia 1931 został mianowany majorem ze starszeństwem z 1 stycznia 1932 i 17. lokatą w korpusie oficerów piechoty. W marcu 1932 został przeniesiony z 36 pp do 3 pułku piechoty Legionów w Jarosławiu na stanowisko dowódcy batalionu. W 1936 został przeniesiony do 33 pułku piechoty w Łomży na stanowisko dowódcy I batalionu.
W kampanii wrześniowej dowodził I batalionem 33 pp. 12 września 1939 w Zambrowie dostał się do niemieckiej niewoli. Początkowo przebywał w Stalagu I A, a następnie w Oflagu II C Woldenberg.
W 1946 w stopniu podpułkownika był dowódcą 5 Oddziału Ochrony Pogranicza, a następnie po przeformatowaniu tej jednostki w 5 Mazurski Oddział Wojsk Ochrony Pogranicza był jego dowódcą do marca 1947.
Zmarł 14 lipca 1966. Został pochowany w grobie rodzinnym na cmentarzu Rakowickim (kwatera XIVB-płd-32).

## Ordery i odznaczenia
- Krzyż Niepodległości – 16 września 1931 „za pracę w dziele odzyskania niepodległości”[21]
- Krzyż Kawalerski Orderu Odrodzenia Polski – 6 grudnia 1946 „za bohaterskie czyny i dzielne zachowanie się w walce z niemieckim najeźdźcą oraz za gorliwą pracę i sumienne wypełnianie obowiązków służbowych”[22]
- Krzyż Walecznych trzykrotnie[23]
- Srebrny Krzyż Zasługi – 10 listopada 1928 „w uznaniu zasług położonych w poszczególnych działach pracy dla wojska”[24]